# Barbara Wagner (schilderes)
Barbara Wagner (Esch-sur-Alzette, 1969) is een Luxemburgs kunstschilder.

## Leven en werk
Barbara Wagner is de dochter van schilder Dieter Wagner. Ze studeerde aan de Freie Kunstschule Stuttgart (1989-1990) en de Hogeschool voor de Kunsten (1990-1997) in Bremen. Ze woont en werkt afwisselend in Luxemburg en Duitsland.
Wagner ontving voor haar werk meerdere prijzen, waaronder de Prix d’Encouragement de la Jeune Peinture (1995) en de Prix Pierre Werner (2000) op de salons van kunstenaarsvereniging Cercle Artistique de Luxembourg.

## Onderscheidingen
- 1995 Prix d'Encouragement de la Jeune Peinture
- 1996 Prix Jeune Artiste der Dexia-BIL in Luxemburg
- 1997 Kritikerpreis op de Biennale Internationale des Jeunes Artistes, Esch-sur-Alzette
- 2000 Prix Pierre Werner

- Musée national d'archéologie, d'histoire et d'art: lkl001115